# Osminia donahueorum
Osminia donahueorum is een vlinder uit de familie wespvlinders (Sesiidae), onderfamilie Sesiinae.
Osminia donahueorum is voor het eerst wetenschappelijk beschreven door Duckworth & Eichlin in 1983. De soort komt voor in het Nearctisch gebied.